# M67 (гранатомёт)
M67 recoilless rifle — 90-мм безоткатное орудие производства США. Предназначено в первую очередь для борьбы с бронированными целями, может применяться в роли противопехотного оружия.

## История
M67 было принято на вооружение вооружённых сил США в 1957 году.
Серийное производство М67 было начато в 1961 году Уотервлитским арсеналом (казённое предприятие). M67 поступило на вооружение армии и морской пехоты США в начале 1960-х годов и оставалось основным противотанковым средством пехотных подразделений (18 шт. в каждом пехотном или мотопехотном батальоне) до принятия на вооружение переносных противотанковых ракетных комплексов BGM-71 TOW в 1970 году и M47 Dragon в 1975 году, однако продолжало оставаться на вооружении отдельных подразделений и резерва вооружённых сил США до конца 1980-х годов.
С 1970-х годов безоткатные орудия М-67 в значительном количестве поставлялись американским союзникам, в том числе, для вооружённых сил Южного Вьетнама, Южной Кореи, Тайваня, Греции, в страны Латинской Америки.

## Конструкция
М67 состоит из нарезного ствола, механизма воспламенения ударникового типа, задней складной сошки и переднего регулируемого по высоте упора (которые обеспечивают устойчивость при стрельбе).
Оружие оснащено оптическим прицелом с трёхкратным увеличением. Прицел имеет дальномер, регулировку боковых поправок и упреждения, а также шкалу установки дальности стрельбы до 800 метров.
Стрельба из M67 возможна с плеча или с сошки. Расчёт состоит из 3 человек (стрелок, заряжающий и подносчик боеприпасов).
Для пристрелки используется устройство M49A1, при установке которого возможен выстрел штатным патроном 7,62х51 мм.

## Боеприпасы
- M371 — практический выстрел с инертной боевой частью, применяется для обучения стрельбе. Масса выстрела — 4,2 кг; масса боевой части — 3,06 кг; начальная скорость — 213 м/с; эффективная дальность стрельбы — 400 м.
- M371A1 High-Explosive Anti-Tank (HEAT) — кумулятивный противотанковый выстрел с пьезоэлектрическим взрывателем. Масса выстрела — 4,2 кг; масса боевой части — 3,08 кг (в том числе, 0,78 кг взрывчатого вещества); начальная скорость — 213 м/с; бронепробиваемость — до 350 мм гомогенной броневой стали или 0,8 м железобетона (при угле встречи 90 градусов); эффективная дальность стрельбы — 420 м[1].
  - под наименованием KM371A1, выстрел производится по лицензии южнокорейской корпорацией «Poongsan Corporation»[3].
- M590 Antipersonnel (Canister) Cartridge — противопехотный выстрел, представляет собой тонкостенный алюминиевый контейнер, который содержит 2400 шт. поражающих элементов в виде стальных стрелок массой 0,5 грамм. Масса выстрела — 3,08 кг; начальная скорость — 381 м/с; эффективная дальность стрельбы — 200м.
- K242 HE — осколочно-фугасный выстрел, предназначен для борьбы с пехотой, небронированной и легкобронированной техникой. Начальная скорость — 204,5 м/с; предельная дальность стрельбы — 2090 м. Разработан и производится южнокорейской корпорацией «Poongsan Corporation»[4].

## Боевое применение
- M67 широко применялся американской и южновьетнамской армиями в ходе войны во Вьетнаме. В конце войны весной 1975 года 200 орудий M67 было захвачено армией Северного Вьетнама[5].
- 379 шт. M67 были получены из США и применялись правительственными войсками в ходе гражданской войны в Сальвадоре[6].
- в ноябре 1983 года применялись американскими войсками в ходе вторжения США на Гренаду[7]
- В 2011 году отмечены случаи использования М67 в Афганистане подразделениями 101-й воздушно-десантной дивизии США[8].